# قط زن
قط زن ابزاری است که در آخرین مرحلهٔ تراشیدن  قلم‌نی، نوک قلم را روی این بستر قرار داده با یک فشار ناگهانی در زاویه مطلوب قطع می‌کنند. قط‌ زن در عین حال که باید سخت و غیرقابل انعطاف باشد، در مقابل قلمتراش بايد کمی نرمي و انعطاف داشته باشد تا به تیغه آن آسیب نرساند. بهترین نوع قط زن از جنس چوب به ویژه چوب شمشاد و چوب عناب يا قطعی از شاخ و استخوان حیوانات یا قسمت کوچکی از بدنهٔ نی خیزران بسیار بزرگ است. سطح روي قط ‌زن باید کمی محدب باشد و سطح زیر آن که روی میز قرار می‌گیرد كاملاً تخت و مسطح.